# Титомир Богдан Петрович
Богдан Петрович Титомир (нар. 16 березня 1967, Одеса ) — радянський та російський естрадний співак, танцюрист, діджей, поп-виконавець, телеведучий, колишній учасник дуету «Кар-Мен».

## Біографія
Богдан Титомир народився 16 березня 1967 року в м. Одеса в родині Петра Івановича Титомира. Дошлюбне прізвище матері артиста — Титоренко, її предки — запорізькі козаки, батьки — інженери, любили співати. Батько навчив сина грі на гітарі. У дитинстві Богдан Титомир навчався музиці (фортепіано, імовірно, однією з його педагогів була Олена Олександрівна Демченко) і хотів вступати в консерваторію.
Також маленький Богдан відвідував в дитинстві басейн. Він — кандидат у майстри спорту з плавання.
Батько зловживав алкоголем, і тому батьки розлучилися. 
Існує суперечлива інформація щодо місця народження Богдана. За свідченнями деяких вчителів Сумської середньої школи № 7, Титомир навчався саме тут. Серед колишніх учнів школи ходить кілька легенд щодо її відвідування Богданом після випуску. Деякі з них стверджують, що одного разу, вже будучи популярним, Богдан Титомир приїхав на шкільний двір на автомобілі і протягом декількох хвилин розкидав долари. Втім, ніяких достовірних відомостей про цю подію не збереглося.

### Дует «Кар-Мен»
У жовтні 1989 року було створено гурт «Кар-Мен», задуманий як «екзотик-поп-дует» Сергієм Лемохом та Богданом Титомиром. Вони  раніше разом працювали з естрадним виконавцем Володимиром Мальцевим, граючи на клавішних і бас-гітарі відповідно. Дует швидко став популярним. До кінця 1991 року Сергій Лемох залишився в групі, а Богдан Титомир почав сольну кар'єру. Лемох переписав вокальні партії «Кар-мен», і в результаті альбом «Карманія» вийшов у світ (в 1992 році) у його сольному виконанні, без участі Титомира.

### Після «Кар-мен»
Богдан Титомир став першим популярним виконавцем у стилі хіп-хоп на пост-радянській сцені. У той же час на сцені з'явилися група «Мальчишнік» і Ліка Стар. Богдана відрізняли гіпертрофована по тим часам експлуатація сексуальності, а також спроба підвести ідеологію під нехитрі, а іноді нескладні тексти (речитативи) його пісень.
Був задуманий і активно рекламувався рух «Висока енергія», що збігається з назвою самого популярного альбому. Швидкому завоюванню популярності Титомира сприяло його продюсування Сергієм Лісовським. Зокрема, перші кліпи «Ерунда» і «Роби як я» крутилися по каналу 2×2 кілька разів на день протягом кількох тижнів в найпопулярніше час. Канал CNN присвятив Богдану Титомиру цілий репортаж із Москви.
Тележурналіст Леонід Парфьонов присвятив цілий випуск свого документального проєкту «Портрет на фоні» (1-й канал Останкіно) Титомиру. У цьому випуску автор назвав співака людиною, яка уособлює 1990-ті роки. Саме на цій передачі з вуст Титомира прозвучала фраза «Піпл хаває» (в оригіналі звучала так: «Пипл, публика… всё хавает»), яка згодом стала крилатою.
Богдан Титомир вважається першим репером у Росії.
У період 1992—1995 років Богдан записав три альбоми.
Альбом X-Love (Найбільша любов) — танцювальний альбом, з великою кількістю стилю техно і менше репу, однак відрізняється від класичних хітів часів «Високої енергії» більшою орієнтацією на музичний стиль техно.
В кінці 1990-х років Богдан Титомир на деякий час зник з естради. Він поїхав до США, за власним визнанням, для підвищення кваліфікації. Він прожив там кілька років, отримав посвідку на проживання.
Через кілька років відбулося його повернення в Росію. У 2000-х роках Богдан Титомир почав виступати також і в ролі діджея, а в 2006-му випустив альбом «Свобода» (обмеженим тиражем). На пісні «Життя таке коротке» (авторства Басти) і «100% хіт» були випущені кліпи.
У 2007 році Богдан Титомир знімає своє «повернення», кліп «Роби як я!» — 2007, режисером якого виступив Володимир Лерт.
4 березня 2008 року на телеканалі «MTV Росія» розпочався показ передачі «Зірка стриптизу», ведучими якої стали Богдан і Маша Малиновська.
У травні 2008 року репер Богдан Титомир і Туман зняли спільне відео на пісню «Бікси», в якому взяла участь майбутня Міс Росія-2009 Софія Рудєва. Режисером відео був Костянтин Черепков. У цьому ж році на фестивалі «Казантип» Z16 Богдан зняв кліп на пісню «Сам по собі». Також був екранізований дует з Тіматі «Брудні сучки» («Будуть покарані»).
У 2009 році виходить кліп на пісню «Криза», а в березні 2010 року вийшов ще один новий кліп «Суперстар».
У кінці 2010 року виходить його подвійний альбом «Лагідний та грубий», який складається з двох дисків, на кожному з яких представлено по 13 композицій. Музичним продюсером альбому став Михайло «Туман» Крупін. У записі взяли багато запрошених музикантів: Профіт, Смокі Мо, Bess, Big D, Fun2Mass (Аваков-Пушкарьов-Серебряков), Діти Фіделя, Джиган, Туман. На першому диску «Ніжний» Богдан Титомир, позбавлений звичної брутальності, виконує треки в стилі R&B про те, що ситий і задоволений життям. На другому диску під назвою «Грубий» Богдан Титомир постає у більш звичному для себе образі плейбоя. У своєму звучанні треки експлуатують головні напрацювання Б.Титомира середини 1990-х і зроблені в реп-стилістиці.
У 2011 році спільно з телеканалом «Перець» Богдан Титомир випустив альбом «Дуже важливий перець». Нова платівка складається з 14 треків.
На початку 2012 році знявся у спецпроєкті «Громадянин репер» для жовтневого номера журналу «Собака.ru».
Сучасний сценічний образ Богдана Титомира — Че Гевара, співак веде здоровий спосіб життя, не вживає наркотики.

## Фільмографія
- 1996 — «Старі пісні про головне-1»
- 1997 — «Новітні пригоди Буратіно»
- 2011 — «Піраммміда»

## Дискографія
- 1992 — Висока енергія
- 1993 — Висока енергія 2
- 1995 — X-Love (Найбільша любов)
- 2006 — Свобода
- 2010 — Ніжний і грубий
- 2011 — Дуже важливий перець